# Абу'л-Аббас Ахмад
Абу'л-Аббас Ахмад (д/н — 1549) — 3-й султан Марокко з династії Ваттасидів. За його правління Ваттасиди остаточно програли боротьбу Саадитам.

## Життєпис
Син султана Мухаммед аль-Буртукалі. Про дату народження немає відомостей, втім на момент смерті батька у 1526 році був доволі молодим. Внаслідок цього регентом стає його стрийко Алі Абу Хассун. Останній зміг на деякий час уповільнити розширення володінь Саадитів, з якими тривала боротьба з кінця 1480-х років. На час здобуття влади Абу'л-Аббас Ахмад контролював лише північний Марокко.
Зростання загрози Саадитів змусила султана Абу'л-Аббаса Ахмада визнати всі португальські захоплення на атлантичному узбережжі, що згодом послабило авторитет султана в країні.
У 1532—1533 роках зумів через торговців налагодити листування з французьким королем Франциском I, на допомогу якого розраховував у протистоянні з Іспанією, Португалією та Саадитами. 1539 року до Фесу для перемовин з султаном прибув посол португальського короля Ф. Ботелью. Метою було укладання союзу проти Саадитів, насамперед задля захисту португальських володінь Сафі і Аземмура. Втім без значного успіху. 1541 року одружився з Саїдою аль Хурра, правителькою міста Тетуан. Того ж року Саадити захопили у португальців Агадир, чим зміцнили свій авторитет на півдні Марокко. Тому того ж року до султана, що перемістив резиденцію до Тетуана, прибуло нове португальське посольство короля Жуана III. На перешкоді союзу стало небажання султана Марокко укладати союз з християнами проти мусульман.
У 1545 році Абу'л-Аббас Ахмад зазнав поразки й потрапив у полон. За відсутності останнього султаном оголошено його сина Мухаммад аль-Касрі. Лише в 1547 році Алі Абу Хассун зміг домовитися з Саадитами про звільнення з полону Абу'л-Аббаса Ахмада, натомість передавши Саадитам місто Мекнес.
На цей час Ваттасиди контролювали лише область навколо Фесу. У 1549 році шейх Мухаммад аш-Шейх захопив Фес і стратив султана Абу'л-Аббаса Ахмада. Династія Ваттасидів припинила існування.